# Johannes Schmidt
Ernst Johannes Schmidt (2 de enero de 1877 - 21 de febrero de 1933) fue un botánico, micólogo, algólogo, y sistemático danés.
Descubrió, en 1920, que anguilas de la familia Anguilliformes migran al Mar de los Sargazos para reproducirse. Antes, la gente en América del Norte y Europa se preguntaban por qué no había crías de anguilas donde pescaban.

## Biografía
Comenzó sus estudios de historia natural en la Universidad de Copenhague con el profesor de botánica Eugen Warming y obtuvo una maestría en 1898. Obtuvo una beca de la Fundación Carlsberg para estudiar la flora de las zonas costeras de Ko Chang en la entonces Siam, incluyendo árboles de mangle y microalgas. Defendió su tesis doctoral sobre la arquitectura de raíces de árboles de mangle y Eugen Warming sirvió como oponente de la facultad en octubre de 1903.
Luego pasó a la zoología marina, trabajando de 1902 a 1909 a tiempo parcial para el Instituto Botánico de la Universidad de Copenhague, a para la Comisión Danesa de Investigación del Mar. En 1909, fue nombrado jefe del departamento de fisiología en el Laboratorio Carlsberg, cargo que ocupó hasta su muerte temprana.
Trabajó en paralelo en ficología, donde describió el género Richelia (filamentosa formadora de heterocistos de cianobacterias morando dentro diatomeas), en fisiología vegetal y genética, y en oceanografía a gran escala, e ictiología. Entre 1928 a 1930, dirigió la Expedición Dana, financiado por la Fundación Carlsberg, siendo un viaje de dos años alrededor de los océanos del mundo. El descubrimiento del lugar de desove de la anguila fue uno de los resultados de esa expedición.
Un incidente curioso digno de mención: un documento sobre la historia de vida de la anguila, publicado en 1912 en Alemania, [1] primero había sido enviado a Londres para ser publicado por la Royal Society, pero fue rechazado con una nota. Esto constituye un claro ejemplo de la falta de revisión por pares. [2] Diez años más tarde, el trabajo de Schmidt sobre el lugar de desove de la anguila fue publicado por la Royal Society [3] e incluso más tarde fue galardonado con la Medalla Darwin.
Johannes Schmidt estuvo casado (desde 1903) con Ingeborg Kühle, hija del jefe director de la fábrica de cerveza Old Carlsberg en Copenhague.

## Algunas publicaciones
- 2009. Kritik Des Sonantentheorie; Eine Sprachwissenschaftliche Untersuchung.: Eine Sprachwissenschaftliche. Reimpreso de BiblioBazaar, 204 p. ISBN 1113013796, ISBN 9781113013798

- 1939. Report on the Danish oceanographical expeditions 1908-1910 to the Mediterranean and adjacent seas, v. 2, parte 1, N.º 5-9. Ed. A. F. Høst.

- 1912. Contributions to the biology of some North Atlantic species of Eels, con planchas III. Ed. Kommissionen for Havungersøgelser, 14 p.
- La abreviatura «E.J.Schmidt» se emplea para indicar a Johannes Schmidt como autoridad en la descripción y clasificación científica de los vegetales.[1]

## Honores

### Membresías
- Real Academia Danesa de Ciencias y Letras
- Doctor honoris causa, Universidad de Liverpool, 1923
- Premio Memorial Weldon Universidad de Oxford, 1923
- Honoraria, Royal Society of Edinburgh, 1927
- Medalla Darwin, 1930
- Medalla Alexander Agassiz, 1930
- Medalla Galathea, 1930
- Medalla Geoffroy Saint-Hilaire, 1931